# Tóth Ede (történész)
Tóth Ede (Kisújfalu, 1925. október 6. – 2010. október 12.) történész.

## Életútja
Felsőfokú tanulmányait a Pázmány Péter Tudományegyetem történelem szakán végezte 1945 és 1949 között (1948-ig a Györffy István Kollégium tagjaként). Az 1948–1949-es tanévben a Madách Imre Állami Kollégium tanáraként és igazgatójaként, illetve a Ságvári Endre Kollégium igazgatójaként dolgozott. 1950-ben az ELTE gyakornoka lett. 1952 és 1956 között ugyanitt tanársegéd, 1956-tól 1964-ig adjunktus, 1964 és 1986 között docens volt. 1966 és 1969 között a Tudományos Minősítő Bizottság történész-szakbizottságának titkáraként is működött.
1963-ban megszerezte a történettudományok kandidátusa fokozatot.

## Munkássága
A 19. századi magyar történelem kutatójaként elsősorban a nemzetiségi kérdéssel, várostörténettel és várospolitikával, a magyar–német kapcsolatok történetével, kormányzat- és intézménytörténettel foglalkozott. Monográfiában dolgozta fel Mocsáry Lajos pályájának alakulását a Függetlenségi Párt megalakulásáig. Az 1979-ben megjelent Mocsáry-emlékkönyv szerkesztője volt.

## Főbb művei
- Mocsáry Lajos élete és politikai pályakezdete (1826–1874) (Budapest, 1967)
- Mocsáry Lajos emlékkönyv 1826–1976. (Születésének 150. évfordulójára) (Budapest, 1979)